# 赫斯特斯斯托爾 (北卡羅萊納州)
赫斯特斯斯托爾（英語：Hesters Store）是位於美國北卡羅萊納州珀森縣的非建制地區。

## 歷史
赫斯特斯斯托爾的郵局於1854年設立，其後於1904年停運。

## 地理
赫斯特斯斯托爾所處的海拔為高於海平面198米（即650英呎），而該地所採用的時區為UTC-5，即北美东部时区（EST）。同時該地設有夏令時間，為UTC-5調快一小時，即UTC-4（EDT）。